# Ютта Мекленбург-Стрелицкая
Августа Шарлотта Ютта Мекленбург-Стрелицкая (Auguste Charlotte Jutta Alexandra Georgina Adophine, 24 января 1880, Нойштрелиц, Мекленбург — Передняя Померания — 17 февраля 1946, Рим) — герцогиня Мекленбург-Стрелицкая, супруга наследного принца Черногории Данилы Негоша. 

## Биография
Ютта Мекленбург-Стрелицкая родилась в Нойштрелице и была младшей дочерью наследного герцога Мекленбург-Стрелицкого Адольфа Фридриха V (представителя онемеченной бодричанской династии Никлотовичей) и его супруги Елизаветы Ангальтской (саксонской принцессы). Вместе с сестрой Марией Ютта проживала в Карлсруэ и воспитывалась гувернантками; какое-то время она практически не виделась с родителями.
Ютта вышла замуж за наследного князя Черногории Данилу Петрович-Негоша, с которым познакомилась на одном из семейных праздников в Берлине. Примечательно, что этому браку весьма поспособствовал сюзерен её отца: германский император Вильгельм II, не загадывавший далеко вперёд. В Черногорию Ютта прибыла в сопровождении своего будущего шурина, наследного принца Италии Виктора-Эммануила — мужа сестры Данилы — Елены. Она вышла замуж за принца Данило 27 июля 1899 года. После замужества и перехода в православие Ютта приняла имя Милица. Молодожены поселились в Голубом дворце в Цетине.

Великий князь Константин Константинович писал в своём дневнике 14 июля: 
В 9 утра было назначено присоединение принцессы Ютты к православию. Мать и брат не желали при этом присутствовать, и мне было предложено отвезти невесту в Антиварийскую церковь. Ютта была очень хороша в черногорийском наряде. Дорогой в церковь, в коляске, разговор клеился не слишком; она спросила меня, придётся ли ей отрекаться — от лютеранской веры. Я ответил, что её присоединение состоится по тому же обряду, по которому наше вероисповедание приняла императрица Александра Фёдоровна, и прибавил, что оба наши вероучения христианские и что лютеранам ни от чего отрекаться не надо, а надо только принять ко всему существующему ещё кое-что новое… Символ веры Ютта прочитала сама по книжке, в которой он был написан немецкими буквами. Ей нарекли имя Милица.
Во время Первой мировой войны Черногория в союзе с Сербией боролась против объединённых сил Австро-Венгрии и Германской империи. Виллу под Антивари, где проживала бывшая германская подданная Милица Мекленбург-Стрелицкая, австрийская авиация подвергла в середине ноября 1914 года варварской бомбардировке. Никаких демаршей со стороны Вильгельма II, конечно же, не последовало.
После войны Черногория вошла в состав нового Королевства сербов, хорватов и словенцев. Фактически: Сербия поглотила Черногорию. Черногорская королевская семья, не покорившись насилию, создала правительство в изгнании. С 1 по 7 марта 1921 года титулярным королём Черногории являлся Данило Петрович-Негош, а Милица, соответственно, — королевой. Однако, 7 марта 1921 года, по причинам, которые не выяснены до сих пор, Данило отказался от претензий на трон и главенства в королевской семье в пользу своего племянника, князя Михаила Петровича-Негоша. Через несколько дней после этого он официально отрёкся от престола в пользу Михаила.
Весь остаток своей жизни Ютта-Милица провела в изгнании — вдали и от Черногории, и от Мекленбурга. Она и её муж жили во Франции, где Данило умер в 1939 году. Ютта переселилась в Италию и умерла в Риме в 1946 году.